# Moluccasia buruanus
Moluccasia buruanus är en insektsart som först beskrevs av Günther, K. 1939.  Moluccasia buruanus ingår i släktet Moluccasia och familjen torngräshoppor. Inga underarter finns listade i Catalogue of Life.